# Astragalus anthosphaerus
Astragalus anthosphaerus es una especie de planta del género Astragalus, de la familia de las leguminosas, orden Fabales.
Fue descrita científicamente por Rech. fil. & Gilli.